# عصوية ذهبية غوانغجوية
عصوية ذهبية غوانغجوية (الاسم العلمي: Chryseobacterium gwangjuense) هي نوع من البكتيريا، سلبية الغرام، تتبع جنس عصوية ذهبية.